# Shavy Babicka
Shavy Babicka (Libreville, 2000. június 6. –) gaboni válogatott labdarúgó, a francia Toulouse csatára.

## Pályafutása

### Klubcsapatokban
Babicka a gaboni fővárosban, Libreville-ben született.
2018-ban mutatkozott be a Mangasport felnőtt keretében. 2019-ben a Kiyovu szerződtette. 2021 augusztusában a ciprusi első osztályban szereplő Árisz Lemeszúhoz igazolt. A 2022–23-as szezonban megnyerték a bajnokságot. 2024. január 18-án 3½ éves szerződést kötött a francia első osztályban érdekelt Toulouse együttesével. Először a 2024. január 28-ai, Lens ellen 2–0-ra elvesztett mérkőzésen lépett pályára. Első gólját 2024. február 4-én, a Reims ellen idegenben 3–2-es győzelemmel zárult találkozón szerezte meg.

### A válogatottban
Babicka 2022-ben debütált a gaboni válogatottban. Először a 2022. június 4-ei, Kongói DK ellen 1–0-ra megnyert afrikai nemzetek kupája-selejtezőn lépett pályára és egyben megszerezte első gólját is a válogatottban.

## Statisztikák
2024. augusztus 31. szerint
| Klub          | Szezon   | Osztály        | Bajnokság | Bajnokság | Kupa  | Kupa | Nemzetközi | Nemzetközi | Összesen | Összesen |
| Klub          | Szezon   | Osztály        | Meccs     | Gól       | Meccs | Gól  | Meccs      | Gól        | Meccs    | Gól      |
| ------------- | -------- | -------------- | --------- | --------- | ----- | ---- | ---------- | ---------- | -------- | -------- |
| Árisz Lemeszú | 2021–22  | Cypriot League | 28        | 3         | 0     | 0    | —          | —          | 28       | 3        |
| Árisz Lemeszú | 2022–23  | Cypriot League | 35        | 7         | 0     | 0    | 1          | 0          | 36       | 7        |
| Árisz Lemeszú | 2023–24  | Cypriot League | 12        | 1         | 1     | 0    | 11         | 4          | 24       | 5        |
| Toulouse      | 2023–24  | Ligue 1        | 12        | 1         | 1     | 0    | 2          | 0          | 15       | 1        |
| Toulouse      | 2024–25  | Ligue 1        | 2         | 2         | 0     | 0    | —          | —          | 2        | 2        |
| Összesen      | Összesen | Összesen       | 89        | 14        | 2     | 0    | 14         | 4          | 105      | 18       |

### A válogatottban
| Válogatott | Év       | Pályára lépés | Gól |
| ---------- | -------- | ------------- | --- |
| Gabon      | 2022     | 1             | 1   |
| Gabon      | 2023     | 6             | 0   |
| Gabon      | 2024     | 2             | 0   |
| Összesen   | Összesen | 9             | 1   |

#### Góljai a válogatottban
| # | Időpont         | Helyszín                                | Ellenfél  | Gólok | Eredmény | Kiírás                                       |
| - | --------------- | --------------------------------------- | --------- | ----- | -------- | -------------------------------------------- |
| 1 | 2022. június 4. | Mártírok Stadionja, Kinshasa, Kongói DK | Kongói DK | 1–0   | 1–0      | 2023-as afrikai nemzetek kupája (selejtezők) |

## Sikerei, díjai
Árisz Lemeszú
- Cypriot League
  - Bajnok (1): 2022–23

- Ciprusi Szuperkupa
  - Győztes (1): 2023